# Lonsee
Lonsee là một thị xã nằm trong huyện Alb-Donau thuộc bang Baden-Württemberg, Đức.
Nơi đây bao gồm 7 làng: Ettlenschieß, Halzhausen, Lonsee, Luizhausen, Radelstetten, Sinabronn, và Urspring. Dân số vào năm 2019 là 5010 người